# Amanikhatashan
Amanikhatashan, var kandake och regerande drottning av Kush från cirka år 62 till 85 e.Kr.  
Inte mycket är känt om henne. Hon var romarnas allierade under Judiska kriget som pågick mellan åren 66 och 70 e.Kr., och bidrog med militära förstärkningar i form av kavalleri och pilskyttar. 
Hennes pyramid finns kvar i Meroe. 